# Sirály (dráma)
A Sirály (orosz nyelven: Чайка) Anton Pavlovics Csehov színműve négy felvonásban. Az író műfaji meghatározása szerint vígjáték (komegyija), melyet először 1896-ban adtak ki és mutattak be.
Magyarországon először 1950-ben jelent meg a mű kötetben: Csehov drámai művei (Franklin Könyvkiadó).
Magyarra fordította: Kelemen Dénes, 1912; Háy Gyula, 1950; Makai Imre, 1963; Morcsányi Géza, 1999.

## Keletkezése, megjelenése
Csehov a drámai forma nagy megújítója volt. „Voltaképpen novelláit vitte színpadra, a szürke, aggasztó, érthetetlen valóságot, a leheletfinom bánatot és elvágyakozást, de közben megteremtette a cselekmény nélküli, a „drámaiatlan drámát”, a „semmi” drámai törvényeit, a lírával és iróniával kevert tragédiát.” A hagyományokkal gyökeresen szakító, új típusú drámái sorában első volt a Sirály.
Az író természetesen tisztában volt a születő mű újszerűségével: „…sokat vétek a színpad törvényeivel szemben…sok beszélgetés az irodalomról, kevés cselekmény, öt pud szerelem”, vagy: „Forte kezdtem és pianisszimóval végeztem, a színpadi művészet minden szabályával szemben. Kisregény lett belőle.” – írta leveleiben. 

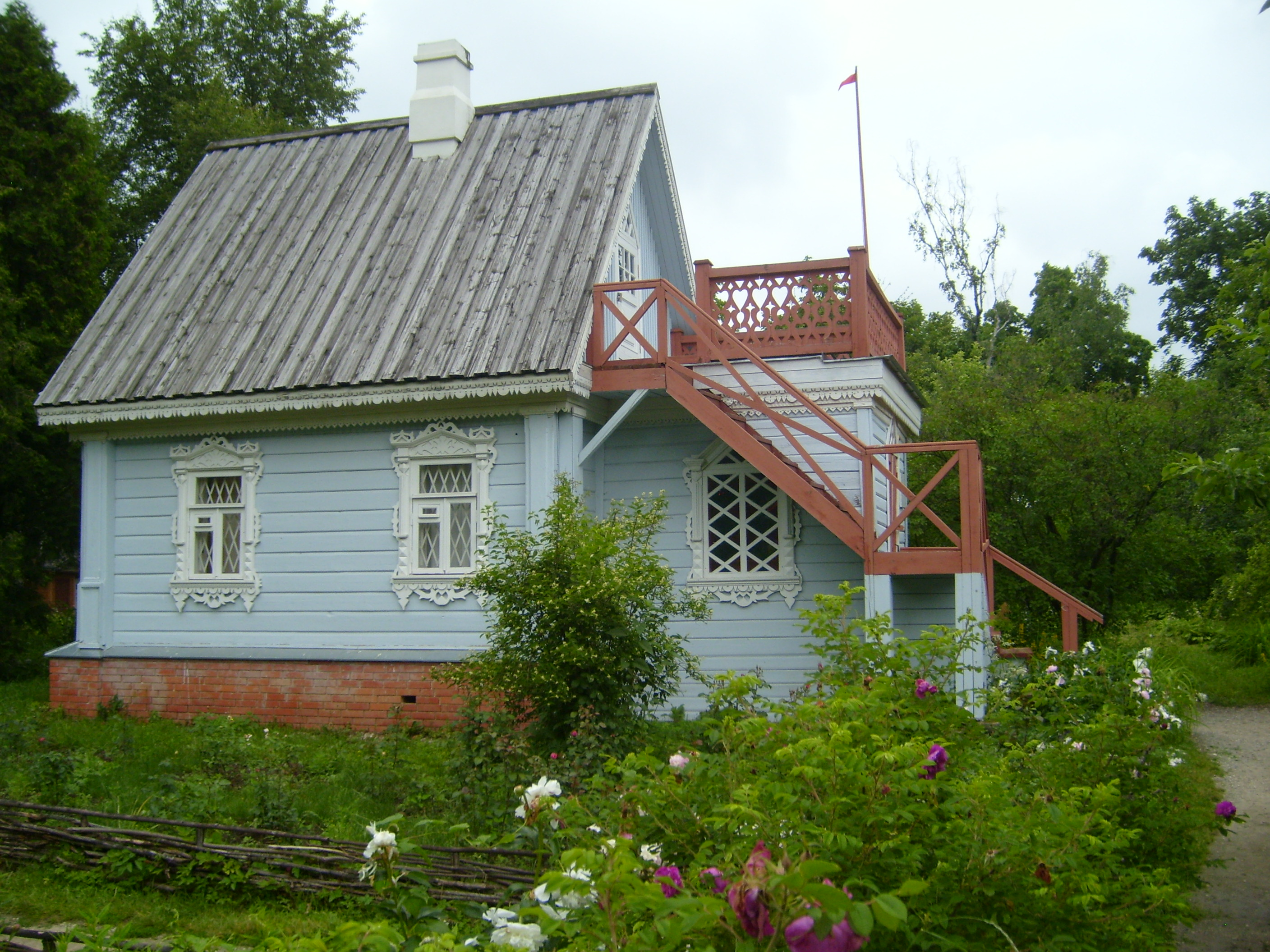
Melléképület Csehov birtokán, Melihovóban (2008). Itt írta Csehov a Sirályt.

A darabba az önéletrajzi elemeken kívül néhány közeli ismerősének sorsát is beleszőtte. Például a híres tájképfestő, Levitan öngyilkossági kísérlete (1895 nyarán) alapul szolgált Trepljov alakjának megformálásához; Nyina és Trigorin viszonyát részben L. Sz. Mizinova (a Csehov-életrajzokból ismert Lika) és a vele Párizsba elutazó, majd őt elhagyó nős író, I. N. Potapenko szerelmi története ihlette. Lika vonzódása magához Csehovhoz bizonyos mértékig a darabbeli Mása szerelmében kapott hangot.
A Sirályt Csehov 1895 októberében kezdte írni Melihovóban, de már nyár közepén is intenzíven dolgozott rajta. November közepén befejezte, majd a következő év tavaszán jelentősen átdolgozta. A cenzúra kisebb változtatási igényei miatt a dráma csak 1896 őszén kerülhetett a közönség elé. Ősbemutatóját 1896. október 17-én tartották Szentpéterváron a Sándor Színházban (Alekszandrinszkij tyeatr). Nyomtatásban a Russzkaja Miszl (Orosz gondolat) című folyóirat 1896. decemberi számában jelent meg először, majd a következő évben gyűjteményes kötetben is (Pjeszi, 1897).

## Szereplő személyek
- Arkagyina, Irina Nyikolajevna (asszonynevén Trepljova) – színésznő
- Trepljov, Konsztantyin Gavrilovics – a fia[4]
- Szorin, Pjotr Nyikolajevics – Arkagyina bátyja
- Zarecsnaja, Nyina Mihajlovna – gazdag földbirtokos fiatal leánya
- Samrajev, Ilja Afanaszjevics – nyugalmazott hadnagy, Szorin jószágigazgatója (intéző)
- Polina Andrejevna – a felesége
- Mása – a leányuk
- Trigorin, Borisz Alekszejevics  – író
- Dorn, Jevgenyij Szergejevics – orvos
- Medvegyenko, Szemjon Szemjonovics – tanító
- Jakov – cseléd
- Szakács
- Szobalány

Történik Szorin udvarházában. A harmadik és a negyedik felvonás között két év telik el.

## Cselekménye
Az író levelében említett „öt pud szerelem” jól jellemzi a darabot. Ezekbe a – többnyire boldogtalan – szerelmekbe a sekélyes kapcsolatokból való kitörés vagy a művészetben kiteljesedés, a felemelkedés vágya is belejátszik. A drámában nagy helyet kap a művészet, a tehetség témája. A négy központi alak művész: egy leendő és egy érett színésznő, egy kezdő és egy befutott író. „Csehov a művészi szabadságról, elhivatottságról alkotott véleményének ad kifejezést a főhősnő, a fiatal színésznő küzdelmes sorsán keresztül.”

### Első felvonás
Nyári este. A kertben hevenyészett színpad, hátterében kis tó. Szorin birtokán színielőadáshoz készülődnek. A dekadens, elvont darabot a huszonöt éves Trepljov írta. Szerelme, Nyina Zarecsnaja az egyetlen szereplő. Trepljov itt él a birtokon, Nyina a tó túlsó partján. Trepljov írónak készül, Nyina híres színésznő szeretne lenni. Anyja meghalt, apja újra nősült, és a lányt most tiltják a „bohém” művészektől. Trepljov anyja, Arkagyina híres színésznő és városban él; fiát és Szorint, a bátyját anyagilag nem támogatja. Most mégis Szorinnál vendégeskedik; magával hozta kedvesét, Trigorint, a befutott írót is.
Trepljov után Mása, az intéző lánya is epekedik, reménytelenül. Az ő szimpátiáját viszont a kisszerű tanító, Medvegyenko igyekszik megnyerni. Mása anyja (az intéző felesége) állandóan az ötvenedik évén túl lévő, egykor nagy nőcsábász Dorn doktor körül forgolódik, aki már nagyon unja ezt.
Trepljov kiönti a szívét Szorinnak: anyja tehetséges, okos, de fukar és mások sikereire féltékeny. „Azt hiszi, az emberiséget, a szent művészetet szolgálja, szerintem pedig csak rutin és előítélet a mostani színház… Új formák kellenek…” Gúnyosan emlegeti „a művészet szent papjait”, majd kibukik belőle a féltékenység, amiért anyja „örökké azzal az íróval szaladgál”, és az elkeseredés: „nincs tehetségem, nincs egy vasam se.” Most pedig attól tart, hogy anyja féltékenységében beleköthet az előadásba. Kifulladva megérkezik az otthonról átszökött Nyina, szerelmesen üdvözlik egymást.
Az előadás Nyina hosszú monológjából áll. Kétszázezer év múlva, amikor már rég „minden élet befejezte szomorú körforgását és kihunyt…”, csak a világlélek létezik: „A világmindenségben csakis a lélek marad állandó és örökre változatlan.” Arkagyina, a nagy színésznő valóban nem bírja ki szó nélkül; anyja gúnyos közbeszólásai miatt Trepljov félbeszakíttatja az előadást és sértetten elrohan. Nyina előjön a függöny mögül. Zavartan ismerkedik meg a híres íróval, aki semmit nem értett a látottakból, inkább hobbija, a horgászás lehetősége érdekli. Egyedül az orvosnak tetszett az előadás. „Maga tehetséges, folytatnia kell” – biztatja Trepljovot; a fiatalemberen látszik, hogy először hall ilyet.

### Második felvonás
Dél, krokettpálya. Szorin egyre betegebb, gyógyításra lenne szüksége. Húga, Arkagyina viszont frissnek, fiatalosnak érzi magát. Szeretne Másával a közeli városba hajtatni, de az intéző nem ad neki kocsit, mert mind kell a betakarításhoz. A híres színésznő felfortyan, sértődötten azonnal el akar utazni; Szorin békélgeti, végül mégis marad.
Nyina szülei három napra elutaztak, így most a lány minden szabadidejét itt tölti, főleg Trigorin miatt. Trepljov érzi, hogy szerelme elhidegült tőle és szemrehányóan egy lelőtt sirály tetemét teszi Nyina lába elé: „Voltam olyan aljas, hogy lelőjem ezt a sirályt… Nemsokára ugyanígy megölöm magamat is.” A lány nem ért semmit ebből a jelképes beszédből, de azonnal felélénkül, amint a híres író megjelenik. Trigorin horgászni volt, most jegyzetelget. Nyina irigykedve faggatja őt a sikerről, a boldog életről. Válaszul a férfi nem a sikerekről, hanem az írói alkotómunka mindennapjairól, gyötrelmeiről, szüntelen önemésztő folyamatáról beszél. Közben meglátja a lelőtt sirályt és fölírja jegyzetei közé. El is mondja Nyinának:

„Trigorin: Egy kis elbeszélés témája: egy tó partján gyermekkora óta ott él egy fiatal lány, olyan, mint maga: szereti a tavat, akár a sirály, és boldog és szabad, akár a sirály. De véletlenül jött egy ember, meglátta, és unalmában elpusztította, mint ezt a sirályt.”

### Harmadik felvonás
Egy héttel később. Ebédlő Szorin házában, utazásra előkészített bőröndök.
Mása elhatározta, hogy nem fog epekedni tovább Trepljov után, hanem férjhez megy a tanítóhoz. Arkagyina is döntött: még ma elutazik Trigorinnal, mert a férfi és Nyina kapcsolata már előtte sem titok. Trepljov öngyilkosságot kísérelt meg miatta, bár sebe nem veszélyes. Miközben anyja kicseréli fején a kötést, Trepljov megbékül, lemond a féltékenység miatt Trigorinnal tervezett párbajáról is. Ám anya és fia meghitt hangulata hirtelen veszekedésbe csap át: „Ti, rutinos iparosok, elfoglaltátok az első helyet a művészetben…” – vágja oda a fiú az anyának; egy perc múlva már egymást szidalmazzák. Végül Trepljov sírva bevallja elkeseredése igazi okát: „Ő nem szeret, és már írni sem tudok.”
Nyina medaliont ajándékozott Trigorinnak, benne utalással az író egy könyvéből vett idézetre: „Ha valaha kell majd neked az életem, csak gyere érte és vidd.” Trigorin maradni szeretne még egy napot. Nem titkolja, hanem bevallja Nyina iránti szerelmét kedvesének és kérleli őt, hogy „bocsássa el”. Arkagyina nagy jelenetet rendez, térden állva eljátssza a halálosan szerelmes asszonyt, mire Trigorin gyorsan visszakozik: „Nekem nincs saját akaratom… Sosem is volt akaratom…” Indulás előtt találkozik Nyinával, aki döntött: elmegy hazulról, színésznő lesz; a szerelmesek majd Moszkvában találkoznak.

### Negyedik felvonás
Két évvel később. Viharos őszi este. A szalont Trepljov írószobájának rendezték be.
Arkagyina bátyja betegsége miatt itt tartózkodik, most éppen Trigorin elé ment ki a vonathoz. Újra eljött Dorn, az orvos, neki most minden új itt. Mása már feleségül ment a tanítóhoz, gyermeke született, de most is Trepljov iránti reménytelen vágyakozása tölti be életét. Trepljov többnyire asztalánál írogat, elbeszéléseit már közlik a lapok. Elmondja az orvosnak, hogy két éve Nyina Moszkvában összeállt Trigorinnal, ám a férfi később elhagyta őt; a lány ezután vidéki színházakban játszott és Trepljovnak írt leveleit Sirály néven írta alá. Egyébként pár napja itt van a közeli városban.
Amikor Trigorin megérkezik, Trepljov fővárosi tisztelőitől hoz üzenetet, ám a játékasztal mellett kiderül, hogy írásainak nincs sikere, az újságok lehúzzák. Ezalatt Trepljov odakinn szomorú keringőt játszik, anyja benn a játékasztalnál saját hajdani ragyogó fogadtatásáról regél. A társaság átvonul az ebédlőbe.
Trepljovhoz a kertből betoppan Nyina. Sírva, az érzelmektől kissé ziláltan emlékezik vissza itteni boldogságára, a lelőtt sirályra, hogy „jött egy ember, meglátta és unalmában elpusztította”. Közben többször is sirálynak nevezi magát, azután kijavítja: nem, színésznő vagyok. Odaátról meghallja Trigorin hangját; még most is őt szereti, de nem akarja, hogy meglássák itt. Trepljovot is felkavarja a találkozás: szerelme töretlen, életét és írásait üresnek érzi, amióta a lány elhagyta; de hiába könyörög, hogy Nyinával mehessen. Útjaik már régen elváltak.

„Nyina: Maga író, én meg színésznő… Mind a ketten belekerültünk az élet körforgásába (…) Most már igazi színésznő vagyok, élvezettel, elragadtatással játszom, megmámorosodom a színpadon, és csodaszépnek érzem magam. (…) És most már tudom, értem, Kosztya, hogy a mi pályánkon – mindegy: akár a színpadon játszunk, akár írunk – nem a hírnév, nem a ragyogás a fő, nem az, amiről én ábrándoztam, hanem az, hogy tudjunk tűrni. Tudd viselni a keresztedet, és higgy. Én hiszek, és már nem fáj úgy, és ha hivatásomra gondolok, már nem félek az élettől.
Trepljov (szomorúan): Maga megtalálta a maga útját, maga tudja, merre tart, de én még mindig a lázálmok és képek káoszában kóválygok, és nem tudom, minek és kinek kell ez az egész. Én nem hiszek, és nem tudom, mi a hivatásom.”

Nyina még felidézi a régi darab egy részletét, azután elsiet. Másnap indul az egyik vidéki városba, ahová egész télre leszerződött. A magára maradt Trepljov eltépkedi irományait, kimegy a kertbe és főbe lövi magát.

## Színházi bemutatók
A Sirály ősbemutatóját 1896. október 17-én tartották meg a szentpétervári Sándor Színházban, a címszerepet V. F. Komisszarzsevszkaja játszotta. Ezen az  előadáson a darab hatalmasat bukott. Csehov rendkívül nehezen viselte el a kudarcot, gyorsan el is utazott a városból. A második előadás már sikeres volt, de az ötödik előadás után a darabot levették a színház műsoráról.
A színmű első igazi sikeres előadása a Moszkvai Művész Színház nevéhez fűződik. Az éppen akkor alakuló színház Moszkvában elsőként tűzte műsorára és diadalra vitte a darabot. Az 1898. december 17-én  megtartott bemutató kirobbanó sikert hozott. Arkagyina szerepét Olga Knipper (az író későbbi felesége), Trepljovot Mejerhold, Trigorint Sztanyiszlavszkij alakította. Csehov és a színház társulatának kapcsolata az író haláláig töretlen maradt. Később a sirály alakja a színház grafikus emblémája lett.
Magyarországon a Sirályt először 1912-ben Feld Irén Kamarajáték Társulata mutatta be a Várszínházban, Kelemen Dénes fordításában. A Nemzeti Színház 1930. január 22-én játszotta először, Hevesi Sándor rendezésében. A 20. század második felében gyakran tűzték műsorukra a hazai színházak. 1971-ben egyszerre két pályakezdő művész: Székely Gábor Szolnokon, Zsámbéki Gábor Kaposváron állította színpadra a darabot. A két előadás gyökeres szakítás jelentett a Csehov-drámák itthoni hagyományos rendezői- és játékstílusával.
A Színházi adattárban regisztrált bemutatóinak száma: 51; ugyanott 38 színházi felvétele is látható (2017).
Franciaországban „felfedezésszámba ment, amikor Georges Pitoëff 1939-ben felújította a Sirályt. Ettől kezdve terjed egyre szélesebb körben az a nézet, hogy Csehov a mai színház „atyja”, mert Shaw és Ibsen érzelmi hidegségével szemben kiemeli a költőiséget.”

## Filmváltozatok
- Sirály (The Seagull) – rendező Sidney Lumet, saját színházi rendezése alapján, (amerikai film, 1968)
- Sirály (Чайка) – rendező Julij Karaszik, (szovjet film, 1970)
- Sirály (Il Gabbiano) – rendező Marco Bellocchio, (olasz film, 1976)
- Téma egy kis elbeszéléshez (Lika, Csehov szerelme) (Сюжет для небольшого рассказа. Лика, любовь Чехова), – rendező Szergej Jutkevics, a színdarab keletkezésének történetéről, (szovjet-francia film, 1969).
- Sirály (The Seagull) – rendező Michael Mayer, (amerikai film, 2018)

## Magyarul önálló kötetben
- Sirály. Színjáték; ford. Makai Imre , utószó Domokos Géza; Irodalmi, Bukarest, 1963